# Moneton
Els moneton era una tribu històrica d'amerindis de Virgínia Occidental. A finals del segle xvii vivien a la vall de Kanawha, vora els rius Kanawha i New.

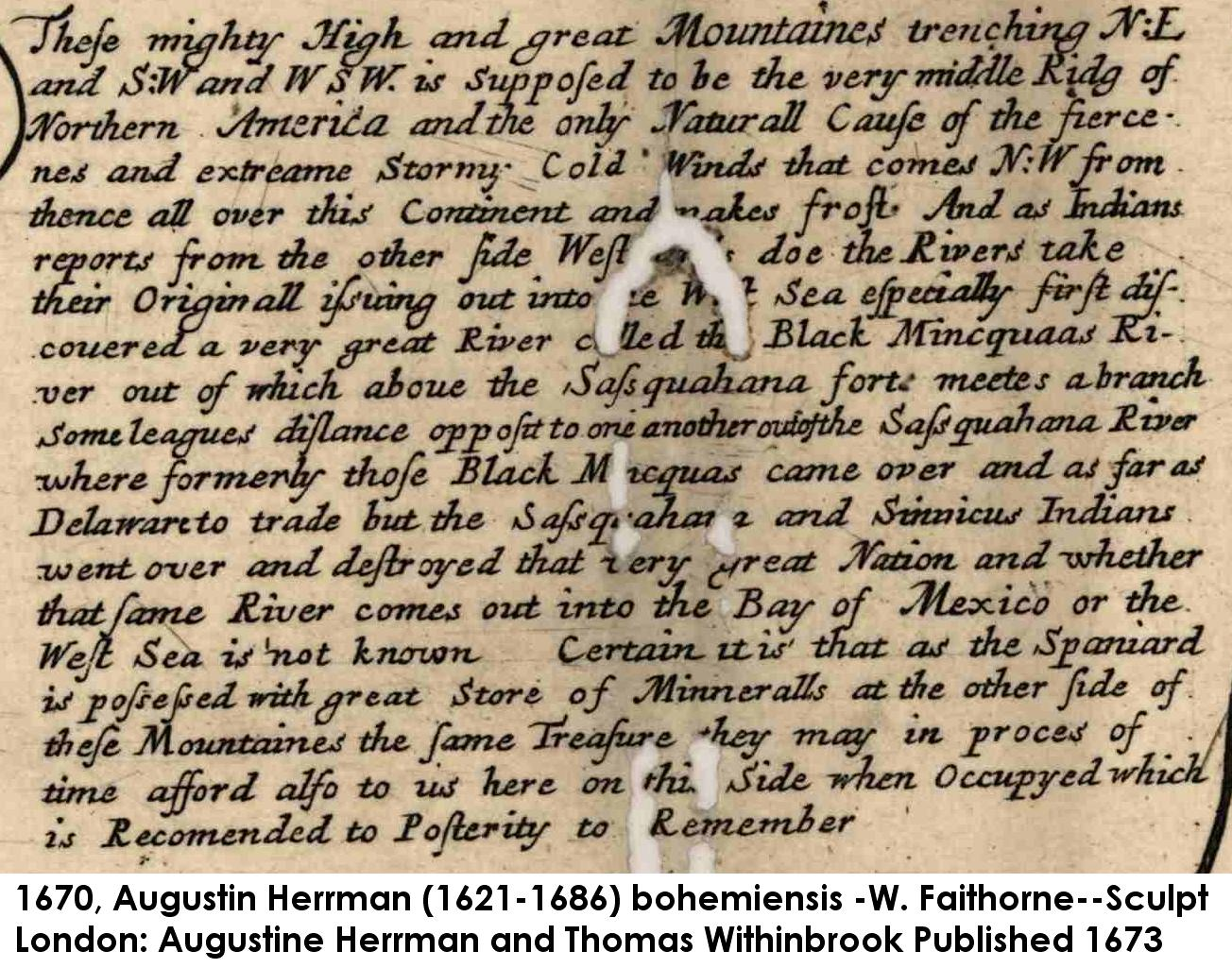
Augustin Herrman descriu els indis Sussquahana i Sinaicus marxant pel riu Black Mincquaas i destruint la nació moneton, 1670.

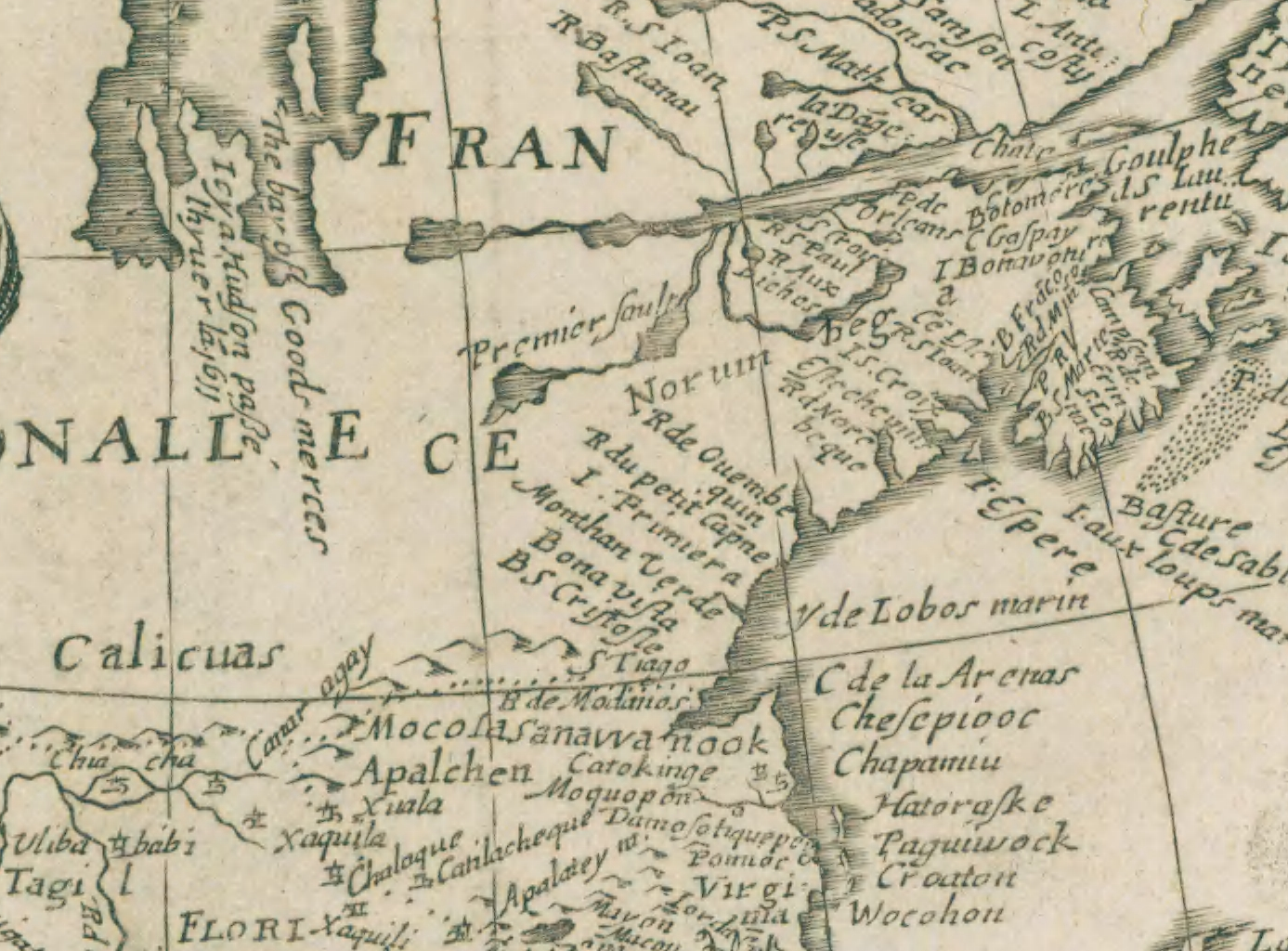
Extracte d'un mapa francès de 1671.

## Nom i idioma
No se sap com es deien els monetons a si mateixos. En la dècada de 1670 Abraham Wood va escriure el seu nom "moneton" i una altra variant, "Monyton."
Els vessants orientals de les muntanyes Allegheny del sud de Virgínia es coneixen tradicionalment com els mahock. Els monetans estaven a la vora oest vora dels grups lingüístics tutelo i "Monasuccapanough" Siouan, així com dialectes iroquesos.
Els investigadors han especulat que la llengua moneton formava part de la família sioux, propera al tutelo.

## Història
James Mooney declarà que els moneton vivien a la part oriental de la Virgínia colonial i va dir que el seu nom era una paraula siouan oriental. Alguns estudiosos suggereixen que els monetons formaven part dels monacan, amb diferents noms a conseqüència de la variable ortografia colonial.

### Les primeres exploracions de la regió dels Trans-Allegheny pels virginians 1650-1674
La paraula monetons és siouan, encara que també podria ser cherokee. Els mohetan van dir Batts i Fallam que llurs viles eren a mig camí entre Peters' Mountain i el riu Ohio. Hale i Mooney defineixen siouan "Mon", "Ma" i "Man" com a terra d'un poble. "Mone" també pot significar "aigua", i "ton" vol dir gran. El Doctor Rankin va observar que els tutelo de Virgínia tenien lligams lingüístics més propers als crows de Montana que als catawbes de Carolina. Un estudi recent de nou mil fragments de ceràmica dels jaciments Fort Ancient a les valls d'Ohio i Kanawha va demostrar que el trenta-set per cent d'ells portava impressions panotxa similars a les produïdes en els pobles siouan de Virgínia entre 1400 i 1600. El Doctor Rankin va concloure en la Trobada Anual d'Arqueologia a Virgínia Occidental de 2009 que probablement el siouan era parlat a la vall de Kanawha.
Usant mapes topogràfics, punts de referència geogràfics i distàncies de viatge, Briceland demostrà que Batts i Fallam arribaren a Matewan al Tug Fork. Les illes vora Logan recorden les cataractes del riu James vora Wood's Fort a Virgínia, encara que la barra de grava vora Matewan (Virgínia de l'Oest) no s'assembla a aquestes primeres descripcions de la ubicació del llogaret de Batts i Fallam.

### Altres habitants de la zona
També s'ha informat d'una altra tribu coneguda com els Tomahittons a la vall de l'Ohio. Els informes dels mohetan donats a Batts i Fallam respecte a aquesta tribu es corresponen amb els informes dels Moneton a Arthur. Batts i Fallam s'acrediten com descobridors de Kanawha Falls. Ouabano ser un grup de mohicans o lenapes occidentals que vivien dins de la regió. Els erudits anteriors tenen aquest lloc trobat com a Campbells Creek prop de Belle (Virgínia de l'Oest).
La Confederació iroquesa, Confederació Huron, i els Andaste (Sultzman) també foren ben informats com a bloquejant la Nation du Chat a partir de la consecució d'armes de foc. Els andaste va servir com a intermediaris per al comerç francès i holandès, i els holandesos proporcionaren armes de foc als andaste. El seu veí de l'est, a les muntanyes d'Allegheny, van ser els conestoga (nom quàquer per a andaste), anomenats anteriorment susquehannocks (Virgínia). Els susquehannocks s'esmenten per primera vegada en els viatges de Samuel de Champlain de 1615, i ell anomena un dels seus vint pobles "Carantouan". Carantouan estava a prop de la frontera de Nova York i Pennsylvània en els afluents del riu Susquehanna en el seu mapa s'acosta cap a la regió de la Via marítima del Sant Llorenç. El comtat de Grant, comtat de Hampshire (Virgínia de l'Oest), el comtat de Hardy (Virgínia de l'Oest) i el comtat d'Allegany (Maryland) posseeixen jaciments arqueològics amb terrissa feta pels Susquehannock. També hi ha un jaciment susquehanna a Moorefield (Virgínia de l'Oest).
Les tribus de les muntanyes Allegheny del sud-est de Virgínia de l'Oest en una regió dels afluents dels rius Blue Stone i Greenbrier es poden trobar en l'expedició de Batts i Fallows de setembre de 1671. Els registres de l'arribada de Les Tionontatacaga o Guyandotte, anomenats pel riu Guyandotte al comtat de Cabell. Aquest diari no identifica la "Vila de la Sal" al Kanawha, però, que els Mehetan es van associar amb aquests llocs i no sempre s'han associat amb els llocs més avall del riu Ohio.

### Protohistòria
L'antropòleg James B. Griffin va concloure en 1942 que no hi havia cap evidència històrica per indicar que les tribus de parla siouan hi residissin. D'altra banda, James Mooney, en la monografia topogràfica "The Siouan Tribes of the East," enumera els Mohetan com un d'almenys nou grups clarament siouan.
Els cherokee de Virgínia de l'Oest (actualment "Calicuas") foren registrats a Cherokee Falls (Valley Falls) en 1705. El lloc de comerç del comerciant indi Charles Poke data de 1731 amb els calicues romanents de Cherokee Falls encara a la regió des del segle anterior. Els Monetons també poden ser una branca llunyana dels cherokee, en part ho demostra la seva antipatia pels shawnees,), que es trobaven a banda i banda de l'Ohio en les proximitats de la desembocadura del riu Scioto.